# Parafia Matki Bożej Różańcowej w Wysokiej Głogowskiej
Parafia Matki Bożej Różańcowej w Wysokiej Głogowskiej − parafia znajdująca się w diecezji rzeszowskiej w dekanacie Głogów Małopolski. 
Parafę w Wysokiej erygował  bp Anatol Nowak  w roku 1928, wyodrębmiając ją z parafii Narodzenia NMP w Zaczerniu.
Pierwszy kościół wybudowano w roku 1913. Obecny kościół powstał w latach 1933-1937.